# Jefe de Operaciones Navales
El jefe de Operaciones Navales (en inglés: Chief of Naval Operations; CNO) es un cargo estatuario ejercido por el oficial de mayor rango en la Armada de los Estados Unidos. El CNO es un almirante y es responsable ante el secretario de la Armada del mando, la utilización de recursos y eficiencia operativa de las fuerzas de operaciones de la Armada así como de las actividades navales en tierra asignadas por el secretario de Defensa. El jefe de Operaciones Navales tiene un mando más administrativo que operativo sobre las fuerzas navales de los Estados Unidos. 
La cadena operativa de mando pasa del Secretario de Defensa directamente a los comandantes de combate, que tienen la autoridad de mando sobre todas las fuerzas militares en su región. Esta estructura, en la cual los jefes de servicio son responsables de las cuestiones de personal y preparación, mientras los comandantes de combate son responsables del mando operativo de las fuerzas militares, tiene como objetivo permitir a las fuerzas armadas de los Estados Unidos la capacidad de funcionar como un todo coherente como fue establecido por la Ley Goldwater-Nichols en 1986.

## Lista de jefes de Operaciones Navales
| N.° | Retrato | Jefe de Operaciones Navales   | Inicio de mandato        | Fin de mandato           |
| --- | ------- | ----------------------------- | ------------------------ | ------------------------ |
| 1   |         | Almte. William S. Benson      | 11 de mayo de 1915       | 25 de septiembre de 1919 |
| 2   |         | Almte. Robert E. Coontz       | 1 de noviembre de 1919   | 21 de julio de 1923      |
| 3   |         | Almte. Edward W. Eberle       | 21 de julio de 1923      | 14 de noviembre de 1927  |
| 4   |         | Almte. Charles F. Hughes      | 14 de noviembre de 1927  | 17 de septiembre de 1930 |
| 5   |         | Almte. William V. Pratt       | 17 de septiembre de 1930 | 30 de junio de 1933      |
| 6   |         | Almte. William H. Standley    | 1 de julio de 1933       | 1 de enero de 1937       |
| 7   |         | FADM William D. Leahy         | 2 de enero de 1937       | 1 de agosto de 1939      |
| 8   |         | Almte. Harold R. Stark        | 1 de agosto de 1939      | 2 de marzo de 1942       |
| 9   |         | FADM Ernest J. King           | 2 de marzo de 1942       | 15 de diciembre de 1945  |
| 10  |         | FADM Chester W. Nimitz        | 15 de diciembre de 1945  | 15 de diciembre de 1947  |
| 11  |         | Almte. Louis E. Denfeld       | 15 de diciembre de 1947  | 2 de noviembre de 1949   |
| 12  |         | Almte. Forrest P. Sherman     | 2 de noviembre de 1949   | 22 de julio de 1951      |
| 13  |         | Almte. William M. Fechteler   | 16 de agosto de 1951     | 17 de agosto de 1953     |
| 14  |         | Almte. Robert B. Carney       | 17 de agosto de 1953     | 17 de agosto de 1955     |
| 15  |         | Almte. Arleigh A. Burke       | 17 de agosto de 1955     | 1 de agosto de 1961      |
| 16  |         | Almte. George W. Anderson Jr. | 1 de agosto de 1961      | 1 de agosto de 1963      |
| 17  |         | Almte. David L. McDonald      | 1 de agosto de 1963      | 1 de agosto de 1967      |
| 18  |         | Almte. Thomas H. Moorer       | 1 de agosto de 1967      | 1 de julio de 1970       |
| 19  |         | Almte. Elmo R. Zumwalt        | 1 de julio de 1970       | 29 de junio de 1974      |
| 20  |         | Almte. James L. Holloway III  | 29 de junio de 1974      | 1 de julio de 1978       |
| 21  |         | Almte. Thomas B. Hayward      | 1 de julio de 1978       | 30 de junio de 1982      |
| 22  |         | Almte. James D. Watkins       | 30 de junio de 1982      | 30 de junio de 1986      |
| 23  |         | Almte. Carlisle A.H. Trost    | 1 de julio de 1986       | 29 de junio de 1990      |
| 24  |         | Almte. Frank B. Kelso II      | 29 de junio de 1990      | 23 de abril de 1994      |
| 25  |         | Almte. Jeremy M. Boorda       | 23 de abril de 1994      | 16 de mayo de 1996       |
| 26  |         | Almte. Jay L. Johnson         | 16 de mayo de 1996       | 21 de julio de 2000      |
| 27  |         | Almte. Vern Clark             | 21 de julio de 2000      | 22 de julio de 2005      |
| 28  |         | Almte. Michael Mullen         | 22 de julio de 2005      | 29 de septiembre de 2007 |
| 29  |         | Almte. Gary Roughead          | 29 de septiembre de 2007 | 23 de septiembre de 2011 |
| 30  |         | Almte. Jonathan W. Greenert   | 23 de septiembre de 2011 | 18 de septiembre de 2015 |
| 31  |         | Almte. John M. Richardson     | 18 de septiembre de 2015 | 22 de agosto de 2019     |
| 32  |         | Almte. Michael M. Gilday      | 22 de agosto de 2019     | 2 de noviembre de 2023   |
| 33  |         | Almte. Lisa Franchetti        | 2 de noviembre de 2023   | Presente                 |